# Райка смарагдоока
Райка смарагдоока (Hypsiboas crepitans) — вид земноводних з роду Райка-гладіатор родини Райкові.

## Опис
Загальна довжина досягає 8—10 см. Вдень її забарвлення зверху майже біле, з малюнком, що нагадує збляклий лист, а вночі ця райка може ставати світло-каштаново—коричневою. Знизу вона помаранчево-жовта. Найкрасивіше у неї — великі синьо-зелені очі. Звідси походить її назва. Голос смарагдоокої райки нагадує шум, який утворюють весла при зануренні у воду.

## Спосіб життя
Полюбляє субтропічні або тропічні ліси, савани, річки, озерах, болота, орні землі, пасовища, плантації, сільські сади, міські райони, ставки, ставки аквакультури. Зустрічається на висоті до 2300 м над рівнем моря. Активна у присмерку. Живиться комахами, членистоногими.
Самиця відкладає яйця, прикріплюючи їх під водою до рослин. Пуголовки проходять метаморфоз у воді, доволі зажерливі.

## Розповсюдження
Мешкає у Панамі, Колумбії, Венесуелі, Гаяні, Суринамі, Гвіані, Бразилії, а також на о. Тринідад.